# Llanxa de desembarcament Classe Daihatsu
La llanxa de desembarcament Classe Daihatsu de 14 m (大発 abreviatura de 大型発動機艇 que significa "bot gran motoritzat") era un tipus de barca utilitzada per l'Exèrcit Imperial japonès als anys 1937 a 1945, en la Segona Guerra Mundial i la Guerra Xino-japonesa. Tenia una rampa a proa que s'abaixava per desembarcar soldats i material en platges. Després de veure fotos d'una llanxa Daihatsu, el dissenyador americà Andrew Higgins va adoptar el disseny en el desenvolupament d'una llanxa de desembarcament de personal, gran, (acrònim de l'anglès: LCP(L) i posteriorment de desembarcament de vehicles i personal amb rampa, (acrònim de l'anglès: LCVP). El resultat era que la llanxa Daihatsu original era més marinera que la LCVP a causa del disseny del casc. Va ser construïda amb un casc de metall i amb propulsió d'un motor de dièsel.
La llanxa podia ser modificada per portar armes de fins a 37 mm (1,46 de polzada) de calibre i podia ser segura en contra de foc enemic de 40 mm.

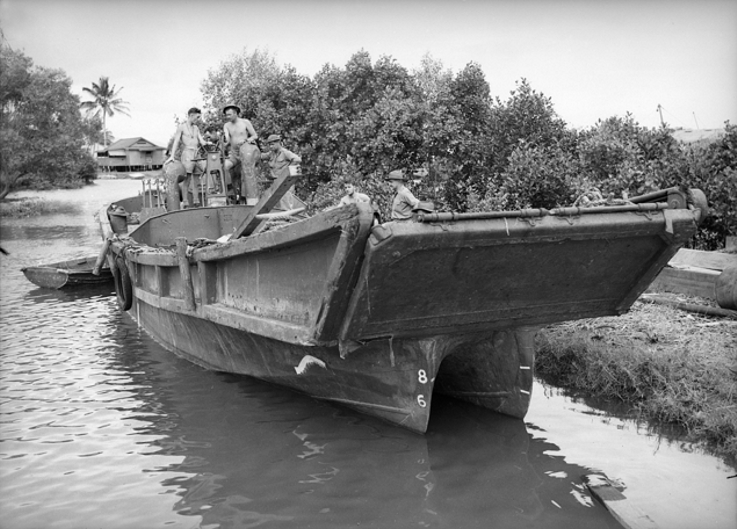
Un exemple capturat a la Batalla de Badia Milne